# Silogismo demostrativo
El silogismo demostrativo, también llamado silogismo científico por Aristóteles, es un tipo de silogismo categórico cuya característica principal es que la causa, el porqué de un hecho, no se encuentra en la conclusión de dicho razonamiento, sino que se encuentra exclusivamente en las premisas.
- Silogismo demostrativo

Si "una larga vida" se predica de "todos los seres carentes de hiel"
y "carentes de hiel" se predica de "todos los hombres, caballos y mulas"
es necesario que "una larga vida" se predique de "todos los hombres, caballos y mulas"
La causa de que "todos los hombres, caballos y mulas" tengan "una larga vida" está en que todos ellos "carecen de hiel". "Carecen de hiel" no se encuentra en la conclusión, por lo tanto estamos ante un silogismo demostrativo.